# Marginocephalia

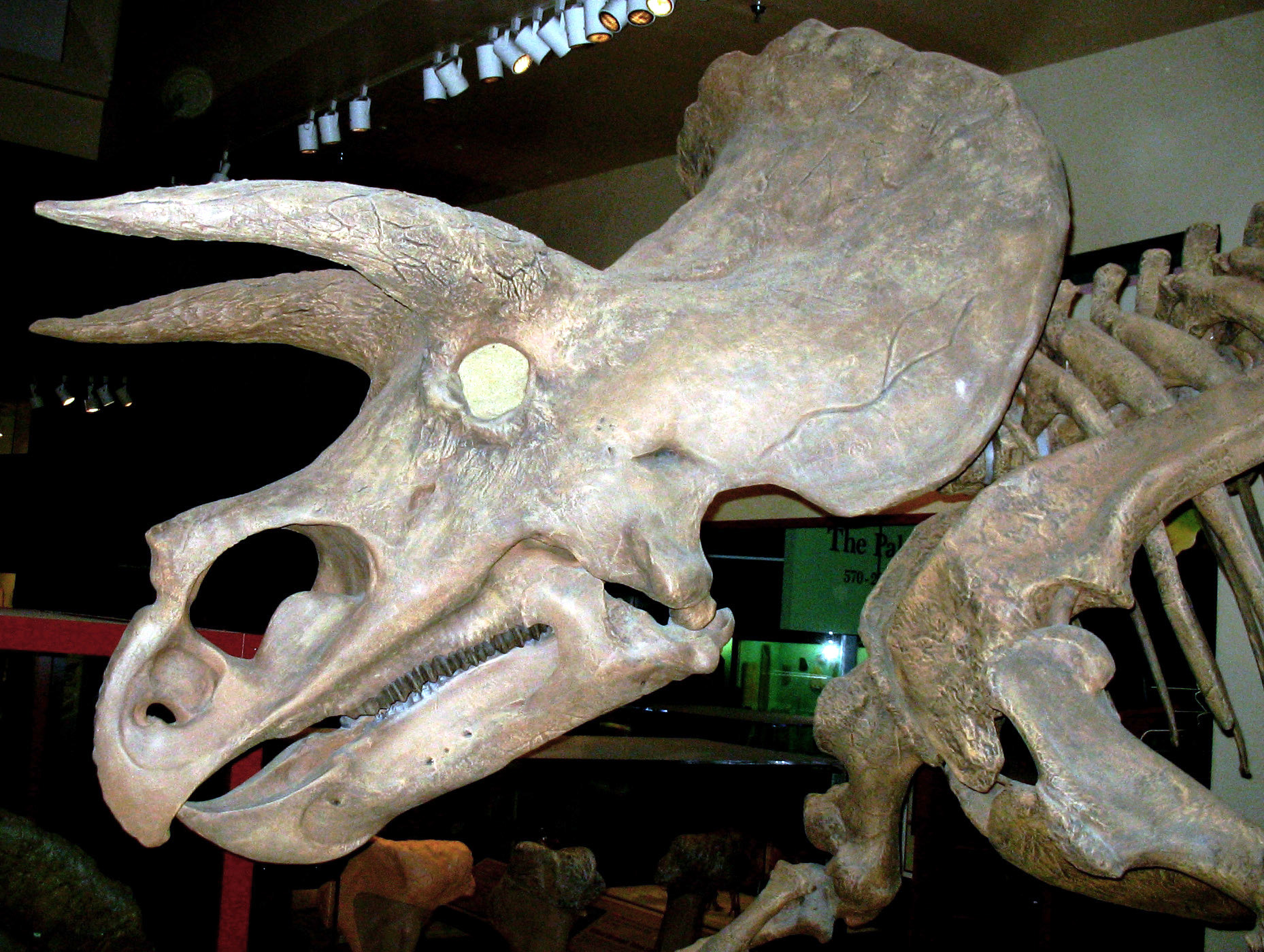
Skelet van Triceratops

De Marginocephalia vormen een groep van dinosauriërs behorend tot de groep van de Ornithischia. Het zijn voor zover bekend allemaal herbivoren en ze worden gekenmerkt door een knobbel of rand aan de achterkant van de schedel. Onder meer de bekende Triceratops behoort hiertoe.
De naam, de "randkoppen", werd in 1986 door Paul Sereno geïntroduceerd voor de klade die de Ceratopia en de Pachycephalosauria omvat. Een eerste definitie werd in 1997 gegeven door Curie en Padian: de groep die bestaat uit de laatste gemeenschappelijke voorouder van de Pachycephalosauria en de Ceratopia en al zijn afstammelingen. In 1998 kwam Sereno zelf met een materieel overeenkomende definitie die soorten gebruikte: de groep bestaande uit de laatste gemeenschappelijke voorouder van Pachycephalosaurus en Triceratops en al zijn afstammelingen. Of de Ceratopia en de Pachycephalosauria ook werkelijk zustergroepen zijn, is nog onzeker; het bewijs ervoor is niet zeer sterk. Daarom kwam Sereno in 2005 met een definitie die voor de zekerheid vele groepen uitsloot, zodat de naam inhoudsloos zou worden als ze toch geen zustergroepen zijn: de groep bestaande uit de laatste gemeenschappelijke voorouder van Pachycephalosaurus wyomingensis (Gilmore 1931) en Triceratops horridus (Marsh 1889) en al diens afstammelingen behalve vormen die nauwer verwant zijn aan Heterodontosaurus tucki (Crompton and Charig 1962), Hypsilophodon foxii (Huxley 1869) of Ankylosaurus magniventris (Brown 1908).   
Zelf vormen de Marginocephalia met de Ornithopoda per definitie de klade van de Cerapoda zodat we de volgende fylogenie krijgen:
- Cerapoda
  - Ornithopoda
  - Marginocephalia
    - Ceratopia
    - Pachycephalosauria

De groep bestaat uit kleine tot middelgrote planteneters uit Europa, Azië en Noord-Amerika. De oudste bekende vorm is Stenopelix uit het Berriasien (146 miljoen jaar oud) van Duitsland; de laatste marginocefaliërs stierven 65 miljoen jaar geleden uit aan het eind van het Krijt, samen met alle andere dinosauriërs behalve de vogels.